# Poecilomallus palpalis
Poecilomallus palpalis là một loài bọ cánh cứng trong họ Cerambycidae.